# Azerbaïdjan aux Jeux olympiques
L'Azerbaïdjan a participé pour la première fois aux Jeux olympiques en 1996 ; elle a depuis envoyé des représentants à tous les Jeux olympiques d'été et Jeux olympiques d'hiver.

## Histoire
Le sport tient une place importante en Azerbaïdjan, au point que le Président de la République Azerbaïdjan Ilham Aliev, est aussi le président du Comité national olympique azéri depuis 1997, six ans avant qu'il devienne président du pays, et qu'il occupe toujours.
L'histoire olympique de l'Azerbaïdjan s'est confondue jusqu'en 1991 avec celle de l'URSS. Le pays a fourni de nombreux sportifs dans des disciplines bien précises, notamment l'escrime (Ilgar Mammadov et Boris Koretski ont été sacrés champions olympiques aux  Jeux olympiques d'été de 1988 à Seoul) et l'aviron (les équipes soviétiques des Jeux olympiques d'été de 1988 étaient presque exclusivement composées de sportifs azéris, et elles ont remporté médailles d'argent et de bronze).
Après la dislocation de l'URSS en 1991, l'Azerbaïdjan a obtenu son indépendance et le Comité national olympique azéri a été créé en 1992, et de gros efforts ont depuis été accomplis pour relancer la pratique sportive dans le pays. Des centres olympiques, installations dernier cri, ont été ouverts dans la plupart des grandes villes, sous la houlette d'Ilham Aliev. Les sportifs azéris figuraient dans l'Équipe unifiée aux Jeux olympiques d'été de 1992 à Barcelone. L'hymne et le drapeau azéris sont apparus pour la première fois sur la scène olympique à Barcelone. Mais l'Azerbaïdjan a participé pour la première fois aux Jeux olympiques d'été de 1996 à Atlanta.
Les résultats de ces efforts personnels de Ilham Aliev et le Comité national olympique azéri se font sentir progressivement. Les sportifs azéris atteint plus de succès aux Jeux olympiques suivants à partir de l'année 2000. 31 sportifs azéris ont participé aux Jeux olympiques d'été de 2000 à Sydney, d'où ils sont revenus avec deux médailles d'or et une de bronze (en tir et en lutte). Aux Jeux olympiques d'été de 2004 à Athènes, la délégation azérie est revenue avec une médaille d'or et quatre de bronze. Encore plus forte aux Jeux olympiques d'été de 2008 à Pékin, où les athlètes azéris ont été décorés d'une médaille d'or en judo, deux médailles d'argent en lutte gréco-romaine et quatre médailles de bronze (un pour la boxe, deux pour le judo et un pour la lutte libre), classant leur pays au 39e rang.
- L'Azerbaïdjan a participé aux Jeux olympiques d'été suivants:
  - Azerbaïdjan aux Jeux olympiques d'été de 2024
  - Azerbaïdjan aux Jeux olympiques d'été de 2020
  - Azerbaïdjan aux Jeux olympiques d'été de 2016
  - Azerbaïdjan aux Jeux olympiques d'été de 2012
  - Azerbaïdjan aux Jeux olympiques d'été de 2008
  - Azerbaïdjan aux Jeux olympiques d'été de 2004
  - Azerbaïdjan aux Jeux olympiques d'été de 2000
  - Azerbaïdjan aux Jeux olympiques d'été de 1996
- L'Azerbaïdjan a participé aux Jeux olympiques d'hiver suivants:
  - Azerbaïdjan aux Jeux olympiques d'hiver de 2022
  - Azerbaïdjan aux Jeux olympiques d'hiver de 2018
  - Azerbaïdjan aux Jeux olympiques d'hiver de 2014
  - Azerbaïdjan aux Jeux olympiques d'hiver de 2010
  - Azerbaïdjan aux Jeux olympiques d'hiver de 2006
  - Azerbaïdjan aux Jeux olympiques d'hiver de 2002
  - Azerbaïdjan aux Jeux olympiques d'hiver de 1998

L'Azerbaïdjan a aussi participé pour la première fois aux Jeux olympiques de la jeunesse en 2010 ;
- L'Azerbaïdjan a participé aux Jeux olympiques de la jeunesse d'été suivants.
  - Azerbaïdjan aux Jeux olympiques de la jeunesse d'été de 2010

## Bilan général
Le pays a gagné  9 médailles d'or, 14 médailles d'argent et 29 médailles de bronze depuis 1996 jusqu'à aujourd'hui.

### Par année
| Année | Médaille d'or, Jeux olympiques | Médaille d'argent, Jeux olympiques | Médaille de bronze, Jeux olympiques | Total |
| 1996  | 0                              | 1                                  | 0                                   | 1     |
| 2000  | 2                              | 0                                  | 1                                   | 3     |
| 2004  | 1                              | 0                                  | 4                                   | 5     |
| 2008  | 1                              | 1                                  | 4                                   | 6     |
| 2012  | 2                              | 2                                  | 6                                   | 10    |
| 2016  | 1                              | 7                                  | 10                                  | 18    |
| 2020  | 0                              | 3                                  | 4                                   | 7     |
| 2024  | 2                              | 0                                  | 0                                   | 2     |
| Total | 9                              | 14                                 | 29                                  | 52    |

| Année | Médaille d'or, Jeux olympiques | Médaille d'argent, Jeux olympiques | Médaille de bronze, Jeux olympiques | Total |
| 1998  | 0                              | 0                                  | 0                                   | 0     |
| 2002  | 0                              | 0                                  | 0                                   | 0     |
| 2006  | 0                              | 0                                  | 0                                   | 0     |
| 2010  | 0                              | 0                                  | 0                                   | 0     |
| 2014  | 0                              | 0                                  | 0                                   | 0     |
| 2018  | 0                              | 0                                  | 0                                   | 0     |
| 2022  | 0                              | 0                                  | 0                                   | 0     |
| Total | 0                              | 0                                  | 0                                   | 0     |

### Par sport
| Place | Sport         | Médaille d'or, Jeux olympiques | Médaille d'argent, Jeux olympiques | Médaille de bronze, Jeux olympiques | Total |
| 1     | Lutte         | 4                              | 8                                  | 13                                  | 25    |
| 2     | Judo          | 3                              | 2                                  | 2                                   | 7     |
| 3     | Tir           | 1                              | 0                                  | 2                                   | 3     |
| 4     | Taekwondo     | 1                              | 0                                  | 2                                   | 3     |
| 5     | Karaté        | 0                              | 2                                  | 0                                   | 2     |
| 6     | Boxe          | 0                              | 1                                  | 8                                   | 9     |
| 7     | Canoë-Kayak   | 0                              | 1                                  | 1                                   | 2     |
| 8     | Haltérophilie | 0                              | 0                                  | 1                                   | 1     |
| Total | Total         | 9                              | 14                                 | 29                                  | 52    |